# Uden
Uden  è stato un comune olandese di 40 553 abitanti situato nella provincia del Brabante Settentrionale.
Dal 1º gennaio 2022 la municipalità è stata soppressa, fondendosi con l'ex-municipalità di Landerd per formare la nuova municipalità di Maashorst.

## Volkel Air Base
Volkel è una frazione che fa parte di Uden, include la base aerea militare americana della United States Air Force.